# Казанское сельское поселение (Орловская область)
Каза́нское се́льское поселе́ние — муниципальное образование в Ливенском районе Орловской области России.
Создано в 2004 году в границах одноимённого сельсовета. Административный центр — село Казанское.

## География
Расположено на правом берегу реки Кшень в юго-восточной части Ливенского района. Протяженность запад—восток составляет 12 км, юг-север 17 км. На юго-востоке граничит с Должанским районом, на западе с Никольским сельским поселением от которого его отделяет естественная граница — река Кшень, на севере с Сергиевским сельским поселением, на востоке с Навестненским и на юго—востоке с Липецкой областью.

## Население
| 2010  | 2012  | 2013  | 2014  | 2015  | 2016  | 2017  |
| ----- | ----- | ----- | ----- | ----- | ----- | ----- |
| 1358  | ↘1316 | ↘1272 | ↘1237 | ↘1219 | ↘1204 | ↘1172 |
| 2018  | 2019  | 2020  | 2021  | 2023  |       |       |
| ↘1146 | ↘1120 | ↘1095 | ↘880  | ↘870  |       |       |

## Населённые пункты
В состав сельского поселения (сельсовета) входят 8 населённых пунктов:
| № | Населённый пункт       | Тип     | Население (чел.) |
| - | ---------------------- | ------- | ---------------- |
| 1 | Березки                | посёлок | 19               |
| 2 | Букреевка              | посёлок | 16               |
| 3 | Казанское              | село    | ↗495             |
| 4 | Калинец                | деревня | 13               |
| 5 | Норовка                | село    | ↘238             |
| 6 | Ольхов Луг             | посёлок | 0                |
| 7 | Свободная Дубрава      | село    | ↗548             |
| 8 | Ямские Постоялые Дворы | посёлок | 29               |

## Сельские улицы
| - ул. Труновка - ул. Чечеткина - ул. Набережная - ул. Церковный Выгон - ул. Большой Выгон - ул. Бахтина - ул. Хазов верх | - ул. Крестьянская - ул. Кизелевка - ул. Мельничная - ул. М.Горького - Пасечный переулок - ул. Петровка - Песочный переулок |

## Экономика
в Казанском сельском поселении действует три хозяйствующих субъекта. ЗАО Казанское, которое занимается разведением крупного и мелкого рогатого скота, а также севом пшеницы, овса, ячменя и других зерновых культур и располагается в Казанском и Ямских Постоялых Дворах. ЗАО Норовское, располагающееся в Норовском, Ольховом Лугу, Берёзках и Калинце. ОАО Свободная Дубрава, находящаяся в селе Свободная Дубрава и посёлке Букреевка.

## Инфраструктура
На территории Казанского сельского поселения расположены: один Сельский Дом культуры, одна библиотека, один ФАП, одна основная общеобразовательная школа, одно почтовое отделения, один филиал Сбербанка России, два магазина.

## Связь и транспорт
Казанское сельское поселение имеет связь с районным центром Ливенского района городом Ливны
и Норовским сельским поселением. Телефонный код: +7 48677. Почтовый индекс: 303822.
На данный момент в казанском сельском поселении работают 4 сотовых оператора Орловской области:
- МТС (GSM, 3G)
- Билайн, компания Вымпел-Регион. (GSM, 3G)
- Мегафон, компания ЗАО Соник дуо (GSM)
- TELE2 (GSM)

## Администрация
Администрация сельского поселения располагается в селе Казанское по ул. Чечеткиной д.1
Её главой является — Жихарев Михаил Алексеевич.